# Efferia pernicis
Efferia pernicis är en tvåvingeart som beskrevs av Daniel William Coquillett 1893. Efferia pernicis ingår i släktet Efferia och familjen rovflugor. Inga underarter finns listade i Catalogue of Life.